# Ратови звезда: Лоша чета
Ратови звезда: Лоша чета (енгл. Star Wars: The Bad Batch) је америчка анимирана серија творца Дејва Филонија за стриминг услугу Disney+. Део је франшизе Ратови звезда, делујући и као наставак и спин-оф серије Ратови звезда: Ратови клонова. Серију продуцира Lucasfilm Animation, са Џенифер Корбет као главном списатељицом и Бредом Рау као супервизорским редитељем.
Ди Бредли Бејкер позајмљује глас клоновима у серији, укључујући насловни одред елитних клонова са генетским мутацијама. Серију је у јулу 2020. званично наручио Disney+ као спин-оф серије Ратови клонова, са Филонијем, Корбетовом и Рауом који су везани за пројекат.
Серија је почела са емитовањем 4. маја 2021. године и састоји се од 16 епизода.

## Радња
Сила клонова 99, такође позната као Лоша чета—груша елитних клонова са генетском мутацијом који су представљени у серији Ратови звезда: Ратови клонова—преузмају смеле плаћеничке мисије након Рата клонова.

## Улоге
| Глумац           | Улога      |
| ---------------- | ---------- |
| Ди Бредли Бејкер | клонови    |
| Минг-На Вен      | Фенек Шанд |